# Ніломір

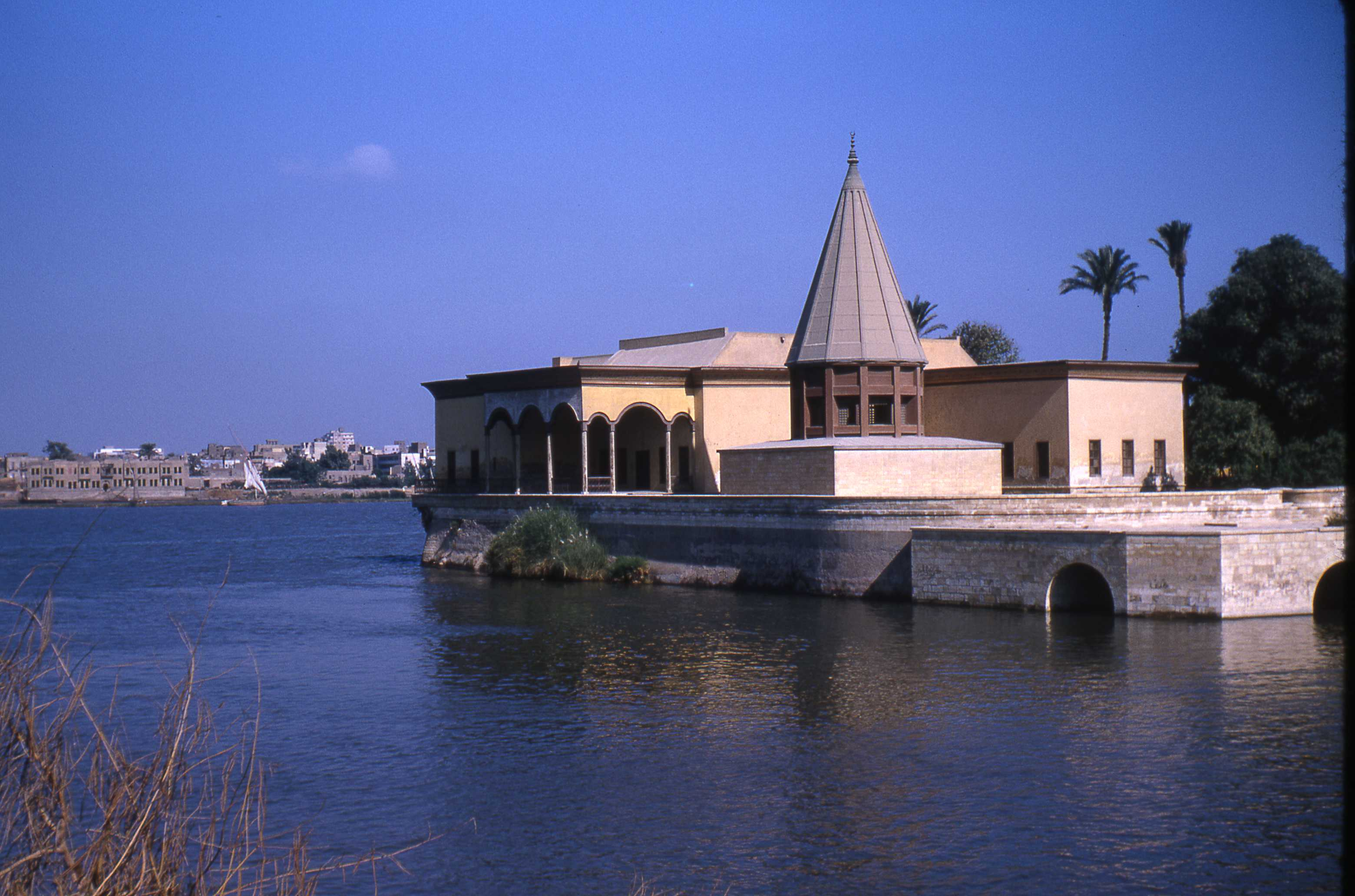
Ніломір на острові Рода, Каїр

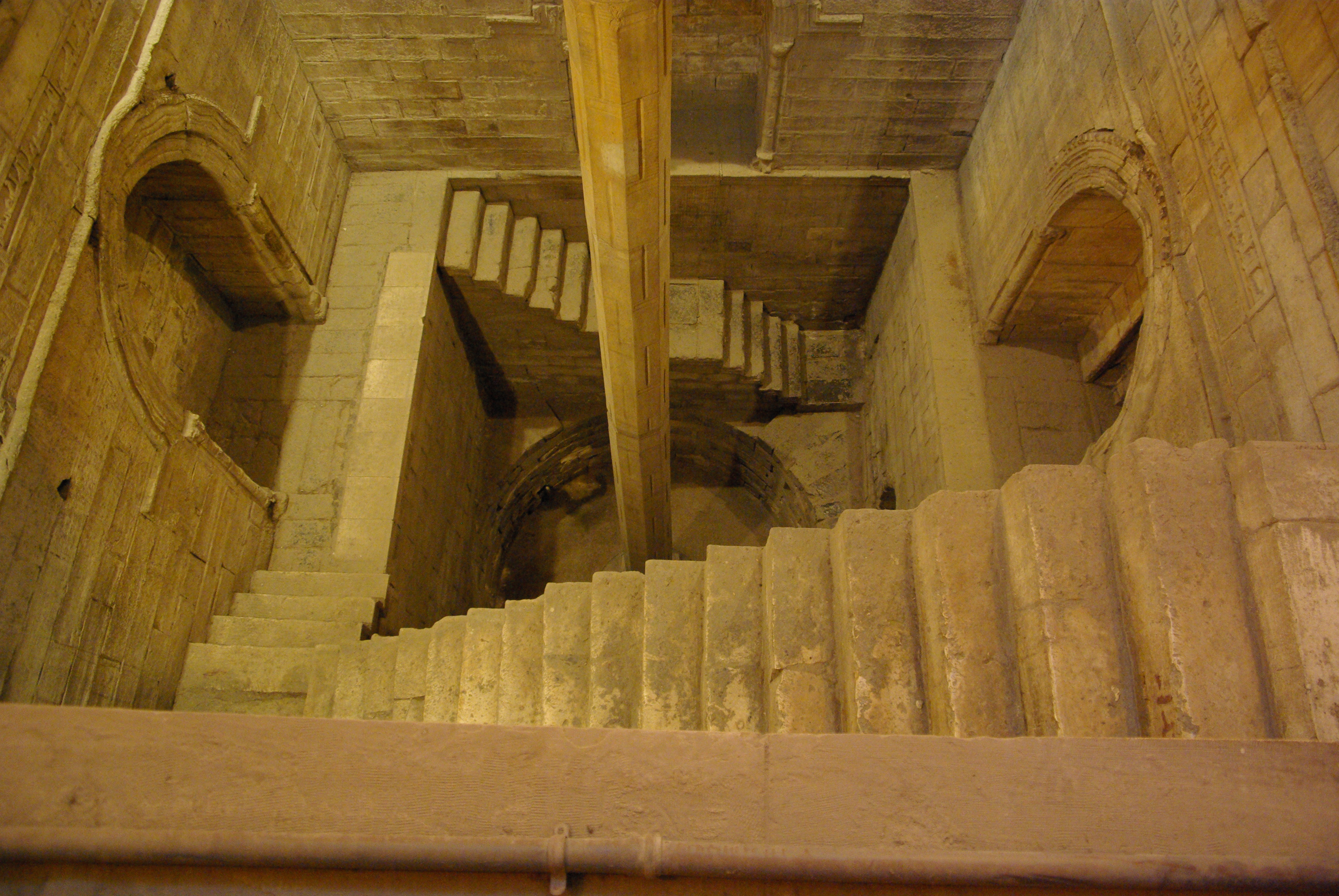
Ніломір на острові Роду в Каїрі (бл. 861)

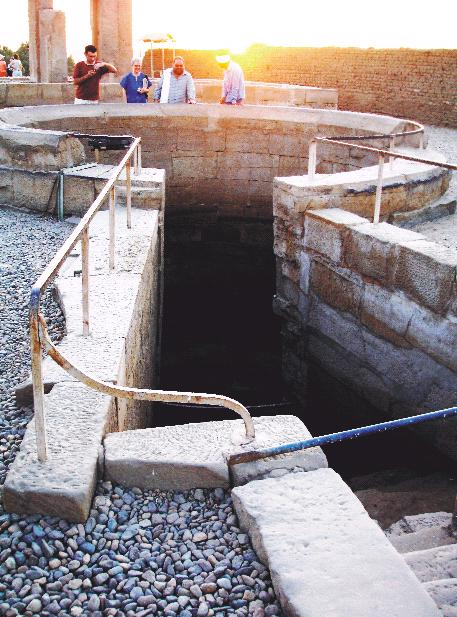
Ніломір, Храм Ком-Омбо

Ніломір або Нілометр — споруда для вимірювання рівня води в Нілу.
Нілометри використовувалися ще з часів фараонів. Ніл розливався, залишаючи після родючий ґрунт в долині, і починався сільськогосподарський сезон. Слабкий розлив означав можливість голоду, так як затоплялися малі території. Сильний розлив також міг викликати катастрофічні наслідки. Тому була важлива можливість передбачати об'єм майбутнього затоплення. Тому на ріці від острова Елефантина і вниз за течією були побудовані подібні споруди.
В Середні віки деякі древні ніломіри були відновлені, побудовані нові. Показники рівня води реєструвалися, і по деяких збереженим записам сьогодні можна визначити в які роки був сильний чи слабкий розлив. Данні Родського ніломіру є з 621 року до нашої ери, що вважається найдовшим у світі систематичним вимірюванням.
Збереглося близько 20 ніломірів. Найвідоміші з них — Будинок паводків, на островах Рода (ар. Руда) (Старий Каїр) і Елефантина в околицях Асуана. Один з ніломірів розташований всередині церкви Святого Георгія в Каїрі.
Сьогодні ніломіри є історичними пам'ятниками, оскільки втратили своє практичне значення після будівлі Асуанської греблі.